# Augustin Kibassa

Augustin Kibassa Maliba, né le 30 novembre 1971 à Lubumbashi dans la province du Haut-Katanga, en république démocratique du Congo, est un homme politique. Il est ministre des Postes, Télécommunications et Nouvelles technologies de l’information et de la communication, au sein du gouvernement Ilunga, sous la présidence du Félix Tshisekedi. Le 12 avril 2021 lors de la formation du gouvernement Lukonde, il est reconduit au même poste ministériel.

## Biographie
Fils de Frédéric Kibassa Maliba, cofondateur de l'Union pour la démocratie et le progrès social (UDPS), Augustin Kibassa Maliba est né dans une famille de 14 enfants. Il est originaire de la province de Katanga, secteur de Kafira, territoire de Kasenga, il est marié et père de deux enfants.

### Études et formations
Augustin Kibassa Maliba a fait ses études primaires à Kinshasa, à l'école Cardinal Malula et ses études secondaires à l'école Massamba où il obtient son diplôme d'État (option : math-physique).
Il fait une formation pré-universitaire au collège Saint Laurent (1994-1998) et obtient sa licence (baccalauréat plus 5) en Administration des affaires, option finance à l'Université du Québec à Montréal au Canada.

### Carrière professionnelle
Augustin Kibassa fut consultant à Vilor International (entreprise de droit canadien).
Il est le Promoteur/Administrateur du Complexe Scolaire « Les Compagnons » à Kinshasa/Limete.

### Carrière politique
- En 1994, Augustin Kibassa va mettre sous pied une cellule stratégique, avant d'être élu en tant que président fédéral de la jeunesse de l'UDPS / Kibassa au Katanga.
- En 2003, il a été élu Député National pour le compte de la composante opposition.
- En 2016, il a été élu Président National du parti UDPS/Kibassa lors du deuxième conclave des organes centraux du parti.
- En décembre 2018 : le candidat président Félix Tshisekedi le désigne en tant que coordonnateur de sa campagne électorale dans le Grand Katanga.